# ترکمن (فیلم)
ترکمن فیلمی عاشقانه به کارگردانی امیر شروان و نویسندگی سعید مطلبی محصول سال ۱۳۵۳ است.

در منطقه ی تركمن صحرا آرتق(ناصر ملک مطیعی) چند بار مادرش را برای خواستگاری دختر قليچ خان می فرستد؛ اما پدر دختر رضايت نمی دهد. آرتق دختر را از كنار رودخانه می ربايد و به زيارتگاهی می برد. قليچ و پسرانش او را می بخشند. شب هنگام فريد (ايرج قادری) و دوستش (رفيع مددكار) وارد زيارتگاه می شوند تا لوح مقدس را بربايند. سارقان فريد را جا می گذارند و اهالی او و آرتق را گرفتار و حبس می كنند. آن دو می گريزند و پس از تعقيب و گريز به عباد، سارق اصلی، می رسند.

## بازیگران
- ناصر ملک مطیعی
- ایرج قادری
- آرام
- منیژه
- گیتی بهشتی
- فرهاد خوشبخت
- ابوالفضل میرزایی
- نریمان شیری فرد
- حسین شهاب
- ایرج فرح بخش
- رفیع مددکار
- محمد ریاحی
- ذبیح‌الله ذبیح‌پور
- مجید مظفری
- اشرف ساغر